# Vågn Op!
Vågn op! (engelsk: Awake!) er et blad, der udgives af Jehovas Vidner gennem Vagttårnets Bibel- og Traktatselskab i Holbæk. Det har en gennemsnitlig oplag på 93.354.000 og udgives på 225 sprog. Den danske udgave trykkes i England.
Indtil 2008 udkom bladet semi-månedligt, derefter månedligt. Fra 2016 udgives det hver anden måned.

## Historien
Den første udgave udkom i 1919 som The Golden Age og senere i 1928 på dansk-norsk under navnet Den Gyldne Tidsalder. Fra 1930 udkom bladet under et nyt navn og på dansk; Ny Verden I 1947 udkom bladet under navnet Vaagn op! Siden 1957 har bladet haft navnet Vågn op!.
Bladet bliver brugt i forkyndelsen, sammen med den offentlige udgave af bladet Vagttårnet.

## Overskrifter
Vågn op! omfatter permanente og midlertidige emner:
- Unge spørger. . .
- Hjælp til familien
- Hvad siger Bibelen?
- Folk og Lande
- Står der en Designer bag?
- Glimt fra den Gammel Tid